# Agrometeorologija
Agrometeorologija je meteorološka veda, ki raziskuje vplive pojavov v ozračju na kmetijstvo.
V sodobnem svetu je pomembna predvsem zaradi vremenskih napovedi, katerih glavni namen je zaščiti pridelke pred škodljivimi vremenskimi pojavi.
Agrometeorologija je interdisciplinarna znanost, ki proučuje sistem medsebojne povezanosti med vremenom in kmetijskimi kulturami, domačimi živalmi, rastlinskimi boleznimi ter koristnimi in škodljivimi živalmi v ekosferi. Proučevanje vpliva vremena na rast in razvoj rastlin nam omogoča, da pri kmetijski proizvodnji čim bolj izkoristimo ugodne podnebne danosti in se poskušamo izogniti neugodnim, da bi tako dosegli optimalno kakovost in velikost pridelka.